# Lafoea weddelli
Lafoea weddelli är en nässeldjursart som beskrevs av Blanco 1991. Lafoea weddelli ingår i släktet Lafoea och familjen Lafoeidae.
Artens utbredningsområde är Södra Ishavet. Inga underarter finns listade i Catalogue of Life.